# Sistema software
In informatica, l'espressione sistema software viene usata per riferirsi a programmi, o insiemi di programmi, in genere con riferimento alla teoria dei sistemi e alle sue applicazioni all'ingegneria del software. Rispetto alla semplice denominazione di "software", l'uso del termine "sistema" enfatizza in genere prodotti software complessi, e che sono costruiti o studiati in termini di macro-componenti, della loro organizzazione e delle loro interazioni. La struttura di un sistema software è anche detta architettura software.
| Controllo di autorità | GND (DE) 4137282-7 |